# Extension of the Wish
Extension of the Wish é o primeiro álbum da banda sueca de metal progressivo Andromeda.

## Faixas
| N.º | Título                     | Duração |  |
| 1.  | "Words Unspoken"           | 5:28    |  |
| 2.  | "Crescendo of Thoughts"    | 5:24    |  |
| 3.  | "In the Deepest of Waters" | 7:07    |  |
| 4.  | "Chameleon Carnival"       | 4:59    |  |
| 5.  | "Starshooter Supreme"      | 5:18    |  |
| 6.  | "Extension of the Wish"    | 10:03   |  |
| 7.  | "Arch Angel"               | 5:54    |  |

Letra e música em todas as faixas por Johan Reinholdz.

## Créditos

### Banda
- Johan Reinholdz – guitarra
- Lawrence Mackrory – vocais
- Martin Hedin – teclado
- Thomas Lejon – bateria
- Fabian Gustavsson – baixo

### Outros
- Daniel Bergstrand – mixagem
- Johan Reinholdz – mixagem
- Staffan "Hitman" Olofsson – masterização
- Niklas Sundin – gráficos, direção de arte
- Dennis Tencic – layout
- Wez Wenedikter – produção executiva